# Aphanotorulus
Aphanotorulus  (лат.) — род лучепёрых рыб из семейства кольчужных сомов, обитающий в Южной Америке.

## Описание
Стандартная длина тела представителей этого рода колеблется от 14 до 51 см. Голова широкая, по сравнению с туловищем массивная. Глаза большие. Есть 4 пары усов средней длины. Туловище стройное, сужается в хвостовой части. Спинной плавник умеренно большой. Грудные плавники широкие. Брюшные плавники короткие, широкие. Жировой плавник маленький. Хвостовой плавник вытянутый, разрезанный.
Окраска бледно-серая, желтоватая или чёрная. У некоторых видов тело покрыто многочисленными крапинками контрастного цвета.

## Образ жизни
Биология изучена недостаточно. Это донные рыбы, предпочитающие пресные водоёмы. Активны преимущественно в сумерках и ночью. Питаются мелкими водными организмами.

## Распространение
Обитают в бассейнах рек Амазонка, Ориноко, Эссекибо и Жагуариби.

## Классификация
В состав рода включают 7 видов:
- Aphanotorulus ammophilus Armbruster & Page, 1996
- Aphanotorulus emarginatus (Valenciennes, 1840)
- Aphanotorulus gomesi (Fowler, 1941)
- Aphanotorulus horridus (Kner, 1854)
- Aphanotorulus phrixosoma (Fowler, 1940)
- Aphanotorulus rubrocauda Oliveira, Py-Daniel & Zawadzki, 2017
- Aphanotorulus unicolor (Steindachner, 1908)